# Turing Lecture
Turing Lecture é um evento anual, co-organizado pela BCS e IET, nomeado em homenagem ao pai da Ciência da Computação, Alan Turing.
A primeira Turing Lecture foi organizada em 1998, que foi recebida com muito entusiasmo. Desde a primeira Conferência, que foi um evento nacional, uma Palestra Manchester Turing também foi inaugurada. Este evento acontece desde 2005.
Oradores anteriores incluem pesos pesados da indústria, como James Martin, um pioneiro Computação, e Grady Booch, cientista-chefe da IBM.